# Мастера аналитического искусства

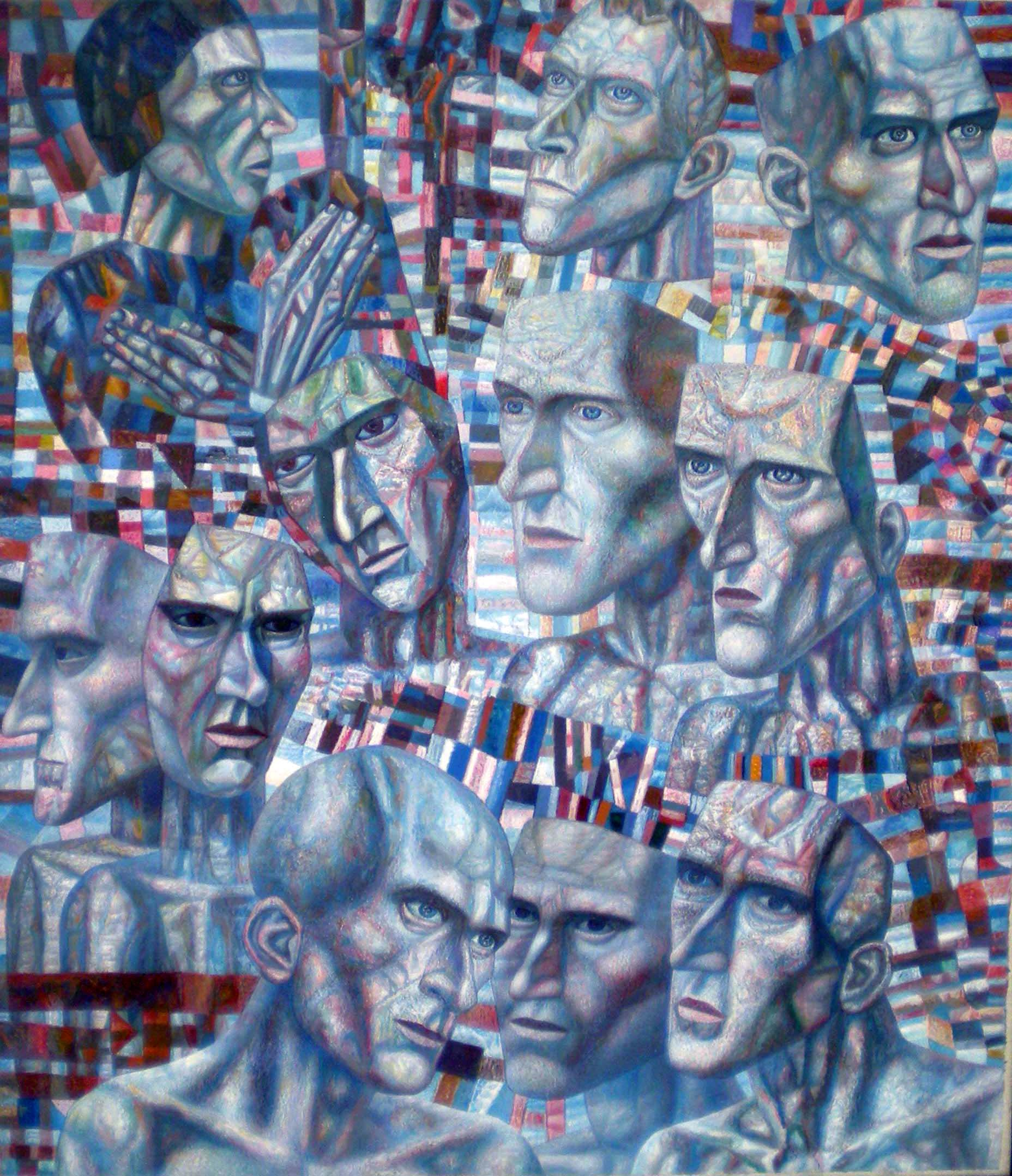
Картина Павла Филонова "Ударники (Мастера Аналитического искусства)". 82х72, х., м., 1934—1935. Государственный Русский музей

«Мастера аналитического искусства» (МАИ) — художественное объединение учеников и последователей П. Филонова, существовавшее в Ленинграде с 1925 по 1941 год (формально до 1932 года).

## История
Коллектив «Мастеров аналитического искусства» («группа Филонова», «школа Филонова») возник в 1925 году из числа учащихся ленинградского ВХУТЕИНа, занимавшихся под руководством П. Н. Филонова и увлечённых его живописным методом. В основе идеологии группы лежали взгляды П. Филонова на изобразительное искусство, изложенные им в своих основных теоретических работах «Сделанные картины» (1914), «Декларация Мирового Расцвета» (1923), «Идеология аналитического искусства и принцип сделанности» (1923). Члены коллектива стремились воплощать в своих картинах, графике, театральных и декоративно-оформительских работах филоновский принцип «сделанности», выявлять внутреннюю суть социального бытия человека, благодаря чему создаваемые ими образы нередко выражали советскую действительность с «оттенком сюрреалистического отчуждения».
П. Н, Филонов принимал молодых художников в своей мастерской, на своей квартире, на Петроградской стороне (ул. Литераторов, 19). Состав группы неоднократно менялся, за годы существования в занятиях участвовали свыше 70 художников (Т. Н. Глебова, Б. И. Гурвич, С. Л. Закликовская, Е. А. Кибрик, П. М. Кондратьев, А. И. Порет, А. Т. Сашин, М. П. Цыбасов и др.). Официально группа «Мастеров аналитического искусства» существовала до весны 1932 г., однако встречи и совместные занятия последователей метода Филонова в его мастерской продолжались вплоть до смерти художника в начале декабря 1941 года.
В 1927 г. (17 апреля-17 мая) состоялась выставка коллектива «Мастеров аналитического искусства» в ленинградском Доме печати (Филонов участвовал в подготовке выставки как куратор, идеолог объединения и оформитель, участвовал в создании коллективных произведений для выставки, однако выполненные им единолично работы представлены в экспозиции не были). В дальнейшем работы отдельных участников коллектива экспонировались на выставках «Современные ленинградские художественные группировки» (1928-29), «Художники РСФСР за 15 лет» (1932-33), и некоторых других. Члены коллектива совместно работали над оформлением театрального зала и фойе ленинградского Дома печати и постановки там в 1927 году пьесы Н. Гоголя «Ревизор» (режиссёр И. Г. Терентьев). После выставки в Доме Печати в коллективе произошёл раскол, и художники, не согласные с позицией Филонова, ушли из коллектива: в том числе Б. И. Гурвич, Е. А. Кибрик, В. А. Сулимо-Самуйлло, а также многие другие художники.
В 1928 году состоялась Выставка коллектива МАИ. в Академии Художеств в Ленинграде. Другие выставки, в которых принимал участие коллектив МАИ:
- 1928—1929. Выставка картин и скульптуры. «Современные ленинградские художественные группировки». Каталог. Лен. обл. совет профсоюзов Домов культуры. ДК им. Горького.
- 1930. Первая общегородская выставка изобразительных искусств. Ленинград. Залы Академии Художеств. Каталог. (Лен. Обл. отдел Союза Рабис.) 1930.
- 1932. « Художники РСФСР за 15 лет. Живопись, графика, скульптура.». Каталог. Государственный Русский музей, 1932.
- 1933 . «Художники РСФСР за 15 лет. Живопись, графика, скульптура.» ГТГ, Москва

Некоторые из представителей коллектива МАИ впоследствии стали известными художниками, однако, как справедливо отметил Александр Михайлович Муратов, «никогда не достигали уровня учителя».

## Коллективная работа МАИ
В 1932 году издательством «Academia» было предложено П. Н. Филонову иллюстрировать финский эпос «Калевала» Филонов принял предложение, при условии, что иллюстрировать книгу будет коллектив его учеников, под его художественным руководством. "Работа велась строго по принципу аналитического метода П. Н. Филонова <…>Работали каждый у себя дома, два раза в неделю собирались у П. Н. Филонова. <…> Наибольшее количество иллюстраций сделала А. Порет. Много сделал М. Цыбасов. Некоторые успели сделать только по одной картинке. "
Книга вышла в следующем оформлении:
- Калевала. М.; Л.: Academia, 1932. (Переиздание: 1933).

Суперобложка первого издания (коллективная работа): Т. Глебова, А. Порет, Е. Борцова, К. Вахрамеев, С. Закликовская, П. Зальцман, Н. Иванова, Э. Лесов, М. Макаров, Н. Соболева, Л. Тагрина, М. Цыбасов. Форзацы: Т. Глебова, А. Порет. Титульные листы: левый — А. Порет, правый — Т. Глебова.

## Участники
- Авлас Владимир Дмитриевич (1904—1975) — член МАИ;
- Борцова Елена Николаевна (1903—19??) — член МАИ в 1925—1932 гг.;
- Вахрамеев Константин Васильевич (1889—1934) — член МАИ с 1925 года;
- Глебова Татьяна Николаевна (1900—1985) — член МАИ в 1926—1931 гг.;
- Гурвич Борис Исаакович (1905—1985) — член МАИ в 1924—1930 гг.;
- Евграфов Николай Иванович (1904 — август 1941) — член МАИ в 1925—1932 гг[6].;
- Закликовская Софья Людвиговна (1899—1975) — член МАИ в 1927—1932 гг.;
- Зальцман Павел Яковлевич (1912—1985) — член МАИ в 1930—1932 гг.;
- Иванова Людмила Александровна (1904—1978) — член МАИ;
- Иванова Нина Владимировна (19??—197?) — член МАИ в 1925—1932 гг.;
- Капитанова (Арапова) Юлия Григорьевна (1889—1976) — член МАИ в 1929—1932 гг.;
- Кибрик Евгений Адольфович (1906—1978) — член МАИ в 1926—1930 гг.;
- Кондратьев Павел Михайлович (1902—1985) — член МАИ в 1927—1932 гг.;
- Купцов Василий Васильевич (1899—1935) — официально членом МАИ не являлся, но был активным приверженцем школы Филонова;
- Лесов, Эфраим Залманович (1904—19??) — член МАИ;
- Лукстынь Ян Карлович (1887—193?) — член МАИ в 1925—1927 гг.;
- Луппиан (Луппьян) Владимир Карлович (1892, Великие Луки — 1983, Ленинград) — член МАИ в 1925—1930 гг[7].;
- Львова Екатерина Николаевна (18??—19??) — член МАИ;
- Ляндзберг (Ляндсберг) Артур Мечиславович (1905—1963) — член МАИ в 1927—1930 гг.;
- Макаров Михаил Константинович (1904—196?) — член МАИ с 1927 года;
- Мордвинова Алевтина Евгеньевна (1900—1980) — член МАИ с 1927 года;
- Новиков Георгий Александрович (1898—1981) — член МАИ в 1927—1932 гг.;
- Порет Алиса Ивановна (1902—1984) — член МАИ с 1925 года;
- Рабинович Саул Львович (1906—19??) — член МАИ;
- Сашин Андрей Тимофеевич (1896—1965) — член МАИ в 1927—1930 гг.;
- Суворов Иннокентий Иванович (1898—1947) — член МАИ в 1925—1930 гг.;
- Сулимо-Самуйлло Всеволод Ангелович (1903—1965) — член МАИ в 1926—1932 гг.;
- Тагрина Любовь Николаевна (1884—1955) — член МАИ с 1929 года;
- Тенисман (Тэннисман) Эдуард Альма (1898—1941/42) — член МАИ в 1925—1930 гг[8].;
- Фёдоров Арсений Дмитриевич (1894—1941[9]) — член МАИ в 1927 году;
- Хантингтон-Хукер Хелен (1905—1993) — училась у Филонова в 1928—1929 гг.;
- Хапаев Николай Алексеевич (1896—1973) — член МАИ с 1930 года;
- Хржановский Юрий Борисович (1905—1987) — член МАИ в 1927—1930 гг.;
- Цыбасов Михаил Петрович (1904—1967) — член МАИ с 1926 года;
- Шванг Иосиф Александрович (1900—1937) — член МАИ с 1926 года.